# Eigentumsvorbehalt (Schweiz)
Im Schweizerischen Recht ist der Eigentumsvorbehalt in Art. 715 f. ZGB geregelt. Dieser ist nur dann wirksam, wenn er an dem jeweiligen Wohnort des Schuldners in einem vom Betreibungsbeamten zu führenden öffentlichen Register eingetragen ist (vgl. ausdrückliche Regelung in Art. 715 Abs. 1 ZGB).

## Allgemein
Der Eigentumsvorbehalt ist zwischen den Parteien im Vertrag (Verpflichtungsgeschäft) zu vereinbaren. Die Vereinbarung bedarf grundsätzlich keiner besonderen Form. Nach bundesgerichtlicher Praxis muss der Eigentumsvorbehalt zudem verabredet worden sein, bevor die Sache dem Käufer ausgehändigt wird; eine nachträgliche Vereinbarung kann einen Eigentumsübergang nicht rückgängig machen bzw. verhindern.

## Voraussetzungen für die Entstehung
Aufgrund der ausdrücklichen gesetzlichen Regelung in Art. 715 Abs. 1 ZGB, ist der Eigentumsvorbehalt in das jeweilige Eigentumsvorbehaltsregister am Wohnort des Schuldners (beim Kauf einer Sache: des Käufers) einzutragen, ansonsten der Eigentumsvorbehalt keinerlei Wirkung entfaltet. Es handelt sich somit um einen konstitutiven Eintrag. In der Lehre ist umstritten, ob der Eigentumsvorbehalt jedoch bereits vor der Eintragung Wirkung inter partes entfaltet.

## Wirkung des Eintrags
Bezüglich der Terminologie der Wirkungen des Registereintrags herrscht in der Schweizer Lehre eine gewisse Uneinheitlichkeit.
Dem Registereintrag kommt kein öffentlicher Glaube s(erhöhte Beweiskraft) zu, d. h., ein Dritter darf sich nicht auf den Eintrag verlassen bzw. aufgrund dessen auf das Eigentum des Veräusserers vertrauen. Ebenso wird die Kenntnis des Registereintrags nicht fingiert, d. h., ein Dritter der die Sache gutgläubig erwirbt, wird daher nach Art. 933 ZGB in seinem Erwerb geschützt. Somit kommt dem Eintrag keine positive Rechtskraft zu.
Aufgrund dieser Wirkungen des Registers im Zusammenhang mit dem Eigentumsvorbehaltsregister, kommt dem Institut des Eigentumsvorbehalts in der Schweiz in der Praxis nur eine geringe Bedeutung zu. Zu dieser Unbeliebtheit trägt auch bei, dass es kein einheitliches Eigentumsvorbehaltsregister gibt und der Eintrag am jeweiligen Wohnort des Schuldners vorgenommen werden muss. Aufgrund dieser Ausgestaltung kann ein Eintrag bei Wohnsitzwechsel des Schuldners innerhalb der Schweiz ungültig werden.

## Bei Abzahlungsgeschäften
Art. 716 ZGB: Der Eigentumsvorbehalt im Abzahlungsvertrag bestimmt eine aufschiebend definierte Rate zum Eigentumswechsel abweichend von der Ersten.
Gegenstände, die mit Eigentumsvorbehalt übertragen worden sind, kann der Eigentümer nur unter der Bedingung zurückverlangen, dass er die vom Erwerber geleisteten Ratenzahlungen unter Abzug eines angemessenen Mietzinses und einer Entschädigung für Abnützung zurückerstattet (Art. 716 ZGB, Art. 109 und 162 Abs. 2 OR).
Zum internationalen Verhältnis vgl. Art. 102 IPRG.
Ein Eigentumsvorbehalt erlaubt nicht die Durchführung einer Betreibung auf Pfandverwertung nach Art. 151 ff. SchKG.
Hinweis: Bargeschäfte können als die erste und einzige "Rate" nicht mit Eigentumsvorbehalt belegt werden.